# Corydoras caudimaculatus
Corydoras caudimaculatus är en fiskart som beskrevs av Rössel, 1961. Corydoras caudimaculatus ingår i släktet Corydoras och familjen Callichthyidae. Inga underarter finns listade i Catalogue of Life.